# 티스 (영화)
《티스》(영어: Teeth)는 미첼 릭턴스타인이 각본과 연출을 맡은 2007년 미국의 코미디 공포 영화이다. 제스 와익슬러가 주연을 맡았으며 릭턴스타인이 200만 달러의 예산으로 제작했다. 2007년 1월 19일 선댄스 영화제에서 첫 상영되었으며, 2008년 1월 18일 로드사이드 어트랙션스를 통해 미국에서 제한 상영되었다. 2008년 3월 6일 디멘션 익스트림을 통해 DVD로 출시되었다. 영화의 제목은 고대의 문학적 모티프인 바기나 덴타타[질치; 陰齒]를 가리킨다.
《티스》는 평론가들로부터 호평을 받았으며 전 세계적으로 234만 110달러의 흥행 수입을 올렸다. 선댄스 영화제에서 와익슬러는 연기 부문 심사위원대상을 수상했다.

## 줄거리
돈 오키프는 기독교 금욕 단체인 "더 프라미스"의 10대 대변인이다. 그는 자주 의붓 형제인 브래드와 그의 여자친구 멜라니가 질내 성교를 거부하고 항문 성교만을 고집하는 것에 대해 다투는 것을 엿듣곤 한다.
어느 날 오후 단체 모임에서 돈은 토비를 소개받는다. 돈과 친구들인 그웬, 필, 그리고 토비는 함께 어울려 다니기 시작한다. 돈과 토비는 서로에게 끌리지만, 처음에는 둘이서만 시간을 보내지 않기로 합의한다. 하지만 나중에 그들은 마음이 약해져 근처 물놀이 장소에서 만나게 된다. 수영을 마친 후, 그들은 몸을 녹이기 위해 동굴로 들어가 키스를 시작한다. 돈은 불편함을 느끼고 토비에게 밖으로 나가자고 설득하지만, 토비는 공격적으로 변한다. 돈이 그를 밀어내려 하자, 토비는 그를 흔들어 그의 머리를 바닥에 부딪치게 해 그를 어지럽게 만든다. 토비가 그를 강간하려 하자 돈은 저항하고, 어떻게 된 일인지 토비의 성기가 그의 질 속으로 들어갈 때 잘려나간다. 공포에 질린 돈은 그 자리를 도망친다.
프라미스 모임 후, 돈은 댄스장에서 같은 반 학생인 라이언을 만난다. 라이언은 그를 집까지 데려다주고 데이트를 신청하지만, 돈은 거절한다. 돈은 물놀이 장소로 돌아가 토비의 잘린 성기 위를 기어가는 게를 보고 공포에 질려 비명을 지른다. 그는 순결 반지를 절벽 아래로 던져버린다. 그 후 그는 바기나 덴타타에 대해 조사하고 자신이 그것을 가지고 있을지도 모른다는 것을 깨닫는다. 그는 산부인과 의사인 고드프리를 방문하지만, 의사는 진찰 중에 장갑도 끼지 않은 채 그의 안쪽을 더듬으며 그를 성추행한다. 그는 공황상태가 되고 그의 질은 의사의 오른손 네 손가락을 물어뜯는다. 집으로 가는 길에 그는 여러 대의 경찰차와 토비의 차와 비슷한 차가 지나가는 것을 본다. 그날 저녁, 그는 조사하기 위해 수영장으로 돌아간다. 도착했을 때 경찰이 토비의 시신을 인양하고 있었다. 돈이 집으로 돌아오자 병든 어머니 킴이 바닥에 쓰러져 있고, 브래드와 멜라니는 그의 방에서 성관계를 맺고 있었다. 킴은 병원으로 이송된다.
히스테리 상태가 된 돈은 라이언을 찾아가 도움을 청한다. 라이언은 그에게 진정제를 주고 진동기로 자극한다. 처음에는 그를 다치게 할까 봐 두려워했지만, 편안하고 동의한 상태에서는 그의 "이빨"이 작동하지 않는다는 것을 알게 된다. 다음 날 아침, 그들은 다시 성관계를 갖지만 성교 도중 라이언의 친구가 전화를 건다. 라이언은 돈을 성관계로 유도할 수 있다는 내기를 친구와 했다며 득의양양하게 자랑한다. 분노한 그의 질은 라이언의 성기를 물어뜯고, 그가 고통으로 비명을 지르는 동안 그는 그 자리를 떠난다.
돈의 의붓아버지 빌이 브래드를 집에서 내쫓으려 하지만, 브래드는 자신의 애완견 로트와일러를 빌에게 덤비게 하고 돈에 대한 사랑을 고백한다. 어머니가 사망한 후 돈은 병원에서 빌과 멜라니를 만난다. 의붓아버지가 다친 것을 보고 브래드가 멜라니에게 어머니의 도움 요청을 무시하라고 했다는 말을 듣자, 돈은 자신의 힘에 대담해져 복수하기 위해 집으로 향한다. 그는 화장을 하고 브래드의 방으로 가서 그를 유혹한다. 성관계 도중, 브래드는 그들이 어렸을 때 돈이 자신의 손가락을 문 적이 있는데, 그것이 그의 입이 아니었다는 것을 기억해낸다. 브래드가 이것을 깨달을 때, 돈의 질이 그의 성기를 물어뜯는다. 그는 그것을 바닥에 떨어뜨리고 브래드가 자신의 개에게 공격을 명령하지만, 개는 대신 성기를 먹어버리고 피어싱된 귀두만 뱉어낸다. 돈은 그 자리를 떠난다.
돈은 자전거를 타고 집을 떠나지만, 자전거 타이어에 구멍이 나서 히치하이킹을 하게 된다. 그는 한 노인의 차를 얻어 타지만 잠이 들었다가 편의점 앞에서 밤중에 깨어난다. 차에서 내리려 하자 노인은 입술을 핥으며 계속해서 문을 잠근다. 돈은 잠시 망설이다가 장난스러운 미소를 지으며 노인을 바라본다.

## 출연
- 제스 와익슬러 - 돈 오키프 역
- 존 헨슬리 - 브래드 역
- 조시 파이스 - 고드프리 의사 역
- 헤일 애플먼 - 토비 역
- 레니 본돌런 - 빌 역
- 비비언 베너시 - 킴 역
- 애슐리 스프링어 - 라이언 역
- 줄리아 가로 - 궨 역

## 비평적 반응
이 영화는 평론가들로부터 대체로 긍정적인 평가를 받았다. 영화 리뷰 집계 사이트 로튼 토마토에서는 70개의 리뷰를 바탕으로 80%의 지지율을 기록했으며, 평균 점수는 6.5/10이었다. 해당 사이트의 비평가 합의는 "스마트하고 독창적이며 섬뜩하게 재미있는 《티스》는 공포영화의 관습에 신선한 페미니즘적 해석을 가미했다"라고 평했다. 메타크리틱에서는 22개의 리뷰를 바탕으로 57/100점을 받았으며, 이는 "복합적이거나 평균적인 평가"를 나타낸다.
선댄스 영화제의 예술감독인 미스텔 브라비는 이 영화가 "올해 선댄스 영화제에서 가장 많은 화제를 모은 작품 중 하나"라고 말했다. 제스 웨익슬러는 극적 연기 부문 특별 심사위원상을 수상했으며, 영화 《포 시트 투 더 윈드》의 타마라 포뎀스키와 공동 수상했다.